# スカイ・サクソン
スカイ・サンライト・サクソン（Sky "Sunlight" Saxon、旧称：Richard Elvern Marsh、1937年8月20日 - 2009年6月25日) は、1960年代のロサンゼルスのサイケデリック・ガレージロックバンドザ・シーズのリーダーおよびヴォーカルとして最もよく知られているアメリカのミュージシャン。

## 生誕
サクソンは、1937年8月20日にユタ州ソルトレイクシティでリチャード・エルバーン・マーシュとして生まれた。1937年、1945年、または1946年ともされるが、彼の未亡人は、彼の誕生日は8月20日だと言ったが、年齢は関係ないと信じていたので、年を確認しなかったためである。しかし、1940年の国勢調査の記録によると、彼は1937年にユタ州で生まれた。彼はモルモン教徒の家庭で育った。

## キャリア
サクソンは、1960年代初頭にリトル・リッチー・マーシュという名前でドゥーワップ・ポップ・チューンを演奏するキャリアを始めた。名前をスカイ・サクソンに変更した後、1962年にエレクトラ・ファイアーズを結成し、その後、スカイ・サクソン&ザ・ソウル・ロッカーズを結成した。これらの初期の曲のいくつかは、AIPの1983年のアルバム、『ニュー・フルーツ・フロム・オールド・シーズ/ザ・レア・スカイ・サクソン、ボリューム・ワン』に集められた。
1965年、サクソンはヤン・サヴェージ（ギター）、リック・アンドリッジ（ドラム）、ダリル・フーパー（キーボード）と共にサイケデリック・フラワー・パワー・バンド、ザ・シーズを結成した。サクソン・アンド・ザ・シーズのヒット曲には、「キャント・ルック・トゥ・メイク・ユー・マイン」、「ミスター・ファーマー」、「プッシン・トゥー・ハード」があり、1967年にトップ40の曲となり、不朽のロック・アンセムとなった。サクソンの歌唱パフォーマンスは、評論家のレスター・バングスによってミック・ジャガーのアメリカ人による模倣であると却下され、マイケル・ヒックスはそれをジャガー、エディ・コクラン、バディ・ホリーのより複雑な統合と見なした。シーズの1966年のアルバム『The Seeds』 (GNP Crescendo 2023) と『A Web of Sound』 (GNP Crescendo 2033) の音楽は、「スカイの狂った声の説教を際立たせる奇妙な精神病のブルース」と表現されている。
スピンオフ・プロジェクトの The Sky Saxon Blues Band は、マディ・ウォーターズのバンドのメンバーと共に1枚のアルバム『A Full Spoon of Seedy Blues』(GNP Crescendo 2040) を録音した。同時に、サクソンはザ・シーズを継続し、『フューチャー』(GNP クレッシェンド 2038) と『Raw & Alive: The Seeds in Concert at Merlin's Music Box』 (GNP クレッシェンド 2043) をレコーディングした。その後、1977年にプロデューサー Neil Norman が『Fallin' Off the Edge』 (GNP Crescendo 2107) を編集してリリースした。珍しい「B」面と未発表の素材を含むアルバムである。
「Pushin' Too Hard」は、ロックの殿堂の「ロックンロールを形成した500曲」の1つに選ばれた。

### ザ・シーズ解散後
1970 年代、サクソンは音楽シーンでの活動を続け、多くのシングルといくつかの独立してリリースされたLPをリリースし、多くの場合、スカイ "サンライト" サクソン、ニュー・シーズ、またはそのバリエーションという名前を使用した。彼の 1977年のEPは特に注目に値する。
1973年、サクソンに"Sunlight"と"Arlick"という名前を付けた「ファーザー・ヨッド（Father Yod、本名はJim Baker）」が率いるハリウッドヒルズの「Source」と言う完全ヴィーガンを謳ったレストランを経営する宗教団体である「ヤホワ13（Ya Ho Wha 13）」のメンバーになった。その結果、彼は菜食主義者になった。この宗教団体は教義としてサイケデリック・ロック及びアシッド・フォークの数多くのLPレコードを制作し、信者に配布、若しくはレストラン「ソース」にて10ドルで販売していた。サクソンはこの制作にも関わっていた。1998年、サクソンはこの時代に録音されて現存しているサイケデリックな宗教音楽のアルバムからピックアップされた13枚のCDボックス『ゴッド・アンド・ヘアー（God and Hair）』のリリースを監修、本来60枚以上のLPレコードがあったと言われているが、大半は教祖であるファーザー・ヨッドの事故死（1975年、LSDを摂取してハングライダーに乗り、墜落事故）後に焼却処分にされ、失われている。このボックスセットは日本の「キャプテン・トリップ・レコーズ」から発売された。
その後、ザ・スターリー・シーズ・バンド、スカイ・サクソン&ファイアウォール、ザ・アワー、ウルフ・パック、ファスト・プラネット、バック・トゥ・ザ・ガーデン、キング・アーサーズ・コート、シェイプス・ハブ・ファンズなど、さまざまなバンド名で数多くのアルバムをリリースした。1999年後半、サクソンは、ドラマーのデビッド・ワラスとベーシストのデビッド・フィリップスと共に、ヤホワ13バンドの友人であるジン・アクエリアンとギターでチームを組んだ。これは、バンドが一緒に演奏するのをやめた後にリリースされた「This Band Was From Mt. Shasta」というアルバムにつながったった。さらに、サクソンは、さまざまなミュージシャンのラインナップでシーズを何度か改革した。
2008年、スカイ・サクソン&ザ・シーズはスマッシング・パンプキンズのビリー・コーガンといくつかの新しい曲とレコーディングでコラボレーションした。サクソンは後にスマッシング・パンプキンズの曲「スーパークリスト」のミュージックビデオに出演した。スカイ・サクソンの最後の演奏と録音は、テキサス州オースティンで行われた。

## 死去
2009年6月25日、サクソンは71歳でテキサス州オースティンにある心臓と腎不全の病院で予期せず死亡した。サクソンの死はファラ・フォーセットの死によって影が薄くなり、更にファラ・フォーセットはマイケル・ジャクソンの死によって大きく影を落とされた。すべて同じ日の事であった。
彼の死の時、彼は「カリフォルニア '66」ツアーの一環として、The Seeds、The Electric Prunes、およびLoveの改良版をフィーチャーした、米国とカナダのツアーを開始する予定であった。 
2009年7月24日、ザ・スマッシング・パンプキンズ、ラブ、エレクトリック・プルーンズのメンバーが、ロサンゼルスのエコープレックスでサクソンの追悼コンサートを行った。